# Kup Maršala Tita 1990/91
Der Kup Maršala Tita 1990/91 war die 43. und letzte Austragung eines nationalen Pokalwettbewerbs im jugoslawischen Fußball. An der Schlussrunde nahmen die besten 32 Mannschaften teil.
Im Falle eines Unentschiedens nach Verlängerung wurde der Sieg durch Elfmeterschießen entschieden. Ab dem Achtelfinale spielte man eine Hin- und Rückrunde.
Der 43. Pokalsieger wurde im Belgrader Stadion JNA der HNK Hajduk Split, der sich gegen Roter Stern Belgrad mit 1:0 durchsetzen konnte.
Es war der letzte Pokalwettbewerb, der in diesem Format ausgespielt wurde, da Slowenien und Kroatien bald darauf unabhängig wurden.

## Schlussrundeteilnehmer
| SERBIEN 12 Mannschaften | KROATIEN 7 Mannschaften                                                                               | BOSNIEN UND HERZEGOWINA 7 Mannschaften | MAZEDONIEN 2 Mannschaften               | SLOWENIEN 2 Mannschaften           | MONTENEGRO 2 Mannschaften                    |
| - FK Partizan Belgrad - Roter Stern Belgrad - FK Spartak Subotica - FK Trepča Titova Mitrovica - FK Vojvodina Novi Sad - FK Rad Belgrad - FK Novi Sad - FK Sloboda Titovo Užice - FK Borac Čačak - FK Proleter Zrenjanin - FK Radnički Niš - OFK Belgrad | - Dinamo Zagreb - HNK Hajduk Split - NK Zadar - NK Rijeka - NK Belišće - NK Osijek - NK Vrapče Zagreb | - FK Borac Bosanski Šamac - FK Vratnik Sarajevo - FK Željezničar Sarajevo - FK Velež Mostar - FK Sloboda Tuzla - FK Borac Banja Luka - FK Sarajevo | - FK Pelister Bitola - FK Vardar Skopje | - NK Koper - NK Olimpija Ljubljana | - FK Budućnost Titograd - FK Sutjeska Nikšić |

## 1/16-Finale
|                            | Ergebnis        |                         |
| -------------------------- | --------------- | ----------------------- |
| NK Koper                   | 3:0             | FK Spartak Subotica     |
| FK Borac Bosanski Šamac    | 0:7             | Dinamo Zagreb           |
| FK Trepča Titova Mitrovica | 1:7             | FK Vojvodina Novi Sad   |
| FK Pelister Bitola         | 2:1             | FK Rad Belgrad          |
| NK Zadar                   | 0:0 (2:4 i. E.) | NK Rijeka               |
| FK Vratnik Sarajevo        | 1:5             | FK Željezničar Sarajevo |
| NK Belišće                 | 2:4             | FK Roter Stern Belgrad  |
| NK Osijek                  | 3:2             | FK Velež Mostar         |
| FK Novi Sad                | 0:1             | FK Sloboda Tuzla        |
| NK Vrapče Zagreb           | 0:6             | HNK Hajduk Split        |
| FK Partizan Belgrad        | 2:0             | FK Sutjeska Nikšić      |
| FK Borac Banja Luka        | 1:0 n. V.       | FK Vardar Skopje        |
| FK Budućnost Titograd      | 1:0             | FK Sloboda Titovo Užice |
| FK Sarajevo                | 6:1             | FK Borac Čačak          |
| NK Olimpija Ljubljana      | 1:1 (2:4 i. E.) | FK Proleter Zrenjanin   |
| FK Radnički Niš            | 1:2 n. V.       | OFK Belgrad             |

## Achtelfinale
|                       | Gesamt |                         | Hinspiel | Rückspiel |
| --------------------- | ------ | ----------------------- | -------- | --------- |
| FK Proleter Zrenjanin | 2:0    | NK Koper                | 2:0      | 0:0       |
| OFK Belgrad           | 3:2    | FK Željezničar Sarajevo | 2:1      | 1:1       |
| FK Borac Banja Luka   | 2:1    | NK Osijek               | 2:0      | 0:1       |
| FK Sloboda Tuzla      | 3:4    | NK Rijeka               | 2:0      | 1:4       |
| HNK Hajduk Split      | 3:3    | FK Pelister Bitola      | 1:1      | 2:2       |
| FK Budućnost Titograd | 2:1    | FK Partizan Belgrad     | 2:0      | 0:1       |
| FK Vojvodina Novi Sad | 1:4    | FK Roter Stern Belgrad  | 0:2      | 1:2       |
| Dinamo Zagreb         | 5:1    | FK Sarajevo             | 1:0      | 4:1       |

## Viertelfinale
|                        | Gesamt |                       | Hinspiel | Rückspiel |
| ---------------------- | ------ | --------------------- | -------- | --------- |
| NK Rijeka              | 1:2    | HNK Hajduk Split      | 0:1      | 1:1       |
| FK Borac Banja Luka    | 3:2    | Dinamo Zagreb         | 3:2      | 0:0       |
| FK Roter Stern Belgrad | 4:2    | FK Proleter Zrenjanin | 4:1      | 0:1       |
| FK Budućnost Titograd  | 2:3    | OFK Belgrad           | 1:2      | 1:1       |

## Halbfinale
|                        | Gesamt |                     | Hinspiel | Rückspiel |
| ---------------------- | ------ | ------------------- | -------- | --------- |
| FK Roter Stern Belgrad | 6:3    | OFK Belgrad         | 3:0      | 3:3       |
| HNK Hajduk Split       | 2:0    | FK Borac Banja Luka | 1:0      | 1:0       |

## Finale
| Paarung             | Roter Stern Belgrad – HNK Hajduk Split |
| Ergebnis            | 0:1 (0:0) |
| Datum               | 8. Mai 1991 |
| Stadion             | Stadion JNA, Belgrad |
| Zuschauer           | 7.000 Zuschauer |
| Schiedsrichter      | Adem Fazlagić (Čapljina) |
| Tore                | 0:1 Alen Bokšić (66.) |
| Roter Stern Belgrad | Stevan Stojanović , Duško Radinović (80. Vlada Stošić), Slobodan Marović, Vladimir Jugović, Miodrag Belodedici, Ilija Najdoski, Robert Prosinečki, Siniša Mihajlović, Darko Pančev, Dejan Savićević, Dragiša Binić Cheftrainer: Ljupko Petrović |
| HNK Hajduk Split    | Vatroslav Mihačić, Mili Hadžiabdić, Kovač (72. Marijo Osibov), Igor Štimac, Dragan Setinov, Slaven Bilić, Adrian Kozniku (78. Josko Jeličić), Ante Miše, Alen Bokšić, Goran Vučević, Robert Jarni Cheftrainer: Josip Skoblar                    |